# Royal Holloway, University of London
Royal Holloway, University of London – brytyjski uniwersytet publiczny zlokalizowany w Egham (31 km od centrum Londynu).

## Historia
Kampus uczelni został zbudowany w 1879. Fundatorem budynku był przedstawiciel brytyjskiej burżuazji i londyński filantrop Thomas Holloway. Oficjalne otwarcie Royal Holloway College nastąpiło w 1886. W otwarciu uczelni uczestniczyła królowa Wiktoria. Początkowo Royal Holloway College był uczelnią żeńską. Otwarcie murów uczelni dla mężczyzn nastąpiło w 1945. W 1900 uczelnia stała się częścią Uniwersytetu Londyńskiego. W 1985 nastąpiło połączenie Royal Holloway College z założonym w 1849 przez Elizabeth Jesser Reid Bedford College.

## Znani absolwenci
- Catherine Ashton – polityk, komisarz Unii Europejskiej, przedstawiciel Unii do spraw zagranicznych i polityki bezpieczeństwa
- Abbas Ahmad Akhoundi – irański polityk i minister transportu
- Moussa Ibrahim – libijski polityk i minister spraw wewnętrznych
- Jeremy Northam – aktor
- Mark Strong – aktor
- Elliot Gleave – piosenkarz i raper